# 長尾鰩
長尾鰩（学名：Arhynchobatis asperrimus），為軟骨魚綱鰩目單鰭鰩科的一種，於1909年由Edgar Ravenswood Waite所描述。分布於西南太平洋紐西蘭海域，深度90至1070公尺，為特有種，本魚背部深棕色或紫灰色，佈滿小直立的皮刺，體長可達75公分，棲息在大陸坡沙泥底質海域，為深海底棲性魚類，屬肉食性，生活習性不明。